# Хоанг Куї Фиок
Хоанг Куї Фиок (24 березня 1993) — в'єтнамський плавець.
Учасник Олімпійських Ігор 2016 року.
Переможець Ігор Південно-Східної Азії 2011, 2013, 2015 років, призер 2009, 2019 років.